# Kareem
Kareem je studijski album slovenskega pop pevca Omarja Naberja.
Izšel je leta 2007 pri založbi Nika Records na glasbeni CD-plošči in v pretočni digitalni obliki.

## O albumu
Naslov albuma je hkrati Omarjevo drugo ime in ime njegove glasbene skupine.
Albumu je priložena knjižica z besedili pesmi in podatki o sodelujočih.
Poleg novih skladb je na albumu tudi evrovizijska verzija pesmi »Stop« (posnetek 9).
Tri pesmi z albuma so bile izdane tudi kot singli: »Poseben dan«,  »Vse, kar imam« in »Vladarjev um«.
Na koncu zadnje skladbe »Priznam« je (po treh minutah tišine) še skrita pesem »Over the Rainbow« (iz filma Čarovnik iz Oza), ki jo zapoje Omar ob klavirski spremljavi.

## Seznam posnetkov
| CD  | CD                                                                          | CD                       | CD                       | CD                                   | CD      |
| Št. | Naslov                                                                      | Besedilo                 | Glasba                   | Priredba                             | Dolžina |
| --- | --------------------------------------------------------------------------- | ------------------------ | ------------------------ | ------------------------------------ | ------- |
| 1.  | „Intro‟                                                                     |                          | A. Kersnik               |                                      | 0:42    |
| 2.  | „Vse, kar imam‟                                                             | J. Golobič               | O. Naber, A. Kersnik     | O. Naber, M. Štibernik, M. Gorše     | 3:19    |
| 3.  | „Mesto me pozna‟                                                            | O. Naber, Trkaj          | O. Naber                 | O. Naber, M. Štibernik               | 2:57    |
| 4.  | „Je res preveč‟                                                             | J. Golobič               | O. Naber                 | O. Naber, M. Štibernik, M. Gorše     | 2:57    |
| 5.  | „Alina (»No Pasaran«)‟ (Emir & Frozen Camels feat. Omar & Alberto Ceballos) | J. M. Casañ, E. Bukovica | J. M. Casañ, E. Bukovica | E. Bukovica                          | 3:26    |
| 6.  | „Vladarjev dan‟                                                             | Flex                     | O. Naber                 | O. Naber, M. Štibernik, M. Gorše     | 3:17    |
| 7.  | „Le kdo‟                                                                    | O. Naber, Trkaj          | O. Naber                 | O. Naber, M. Štibernik, M. Gorše     | 3:40    |
| 8.  | „Modro‟                                                                     | Flex                     | O. Naber                 | O. Naber, N. Sekulović, M. Štibernik | 4:22    |
| 9.  | „Stop‟ (ESC version)                                                        | U. Vlašič                | O. Naber                 | O. Naber, M. Štibernik               | 2:52    |
| 10. | „Sladka sled‟                                                               | K. Koren                 | O. Naber                 | O. Naber, M. Štibernik               | 3:10    |
| 11. | „Poseben dan‟                                                               | O. Naber, Trkaj          | O. Naber                 | O. Naber, M. Štibernik, M. Gorše     | 3:15    |
| 12. | „Bitka talentov je kul‟                                                     | O. Naber, Trkaj          | O. Naber                 | O. Naber, M. Štibernik, M. Gorše     | 2:42    |
| 13. | „Push The Trigger Pull The Rope‟                                            | O. Naber                 | O. Naber                 | O. Naber, M. Štibernik               | 2:19    |
| 14. | „Klošarjem naproti‟                                                         | O. Naber, Trkaj          | O. Naber                 | O. Naber, M. Štibernik, M. Gorše     | 3:24    |
| 15. | „Priznam‟                                                                   | K. Koren                 | O. Naber                 | O. Naber, M. Štibernik               | 3:31    |

| Hidden Track    | Hidden Track                       | Hidden Track    | Hidden Track    | Hidden Track |
| Št.             | Naslov                             | Besedilo        | Glasba          | Dolžina      |
| --------------- | ---------------------------------- | --------------- | --------------- | ------------ |
| 15.             | „Over the Rainbow‟ (od 6:33 dalje) | E. Y. Harburg   | H. Arlen        | 3:01         |
| Skupna dolžina: | Skupna dolžina:                    | Skupna dolžina: | Skupna dolžina: | 51:58        |

## Sodelujoči

### Glasbeniki
- Omar Naber – glavni vokal, ritem kitara, kitara, spremljevalni vokal
- Nina Pušlar – spremljevalni vokal
- Martin Štibernik – kitara, klaviature, spremljevalni vokal
- Pero Micić – kitara
- Miha Gorše – kitara, klaviature
- Alenka Naber – klavir
- Primož Flajšman – saksofon
- Matej Rihter – trobenta
- Klemen Repe – pozavna
- Jani Hace – bas kitara
- Nikola Sekulović – bas kitara
- Jaka Lipar – bobni

### Gostje
- Emir & Frozen Camels – na posnetku 5
- Alberto Ceballos – na posnetku 5
- Teja Saksida –  spremljevalni vokal na posnetku 9

### Produkcija
- Martin Štibernik – producent, masteriranje
- Omar Naber – izvršni producent
- Grissoni – fotografija
- Emil Rebek – styling
- Zvone Kukec – oblikovanje